# 渡辺則綱 (紀州藩士)
渡辺 則綱（わたなべ のりつな）は、江戸時代中期の紀州藩士。渡辺主水家3代当主。

## 略歴
元禄10年（1697年）、渡辺恭綱の子として誕生した。
享保15年（1730年）2月、兄・豊綱が死去し、その嫡男・松之助（親綱）が幼いため、同年3月に藩命で家督と知行2000石を相続し、松之助を嫡子とする。大寄合となる。同年9月、松平図書に代わって城代となり、与力足軽も預かる。
寛保2年（1742年）6月25日死去。享年46。